# Rue Dominique-Perfetti
La rue Dominique-Perfetti est une voie du quartier des Chartreux dans le 1er arrondissement de Lyon, en France.

## Situation et accès
La rue débute boulevard de la Croix-Rousse, elle longe le clos Jouve et le stade Roger-Duplat, pour aboutir rue Pierre-Dupont. La rue Maisiat commence sur cette voie.
La circulation est à sens unique de la rue Pierre-Dupont à la rue Maisiatpuis à double sens jusqu'au boulevard de la Croix-Rousse. Toute la voie est à double-sens cyclable. Un stationnement cyclable se trouve près de la rue Maisiat.

## Origine du nom
Dominique  Perfetti (1904-1944) est né à Prunelli-di-Casacconi en Corse. Résistant à Lyon, il est arrêté dans cette ville et fusillé le 24 novembre 1944 à Hersbruck. Il habitait au 3, rue Carquillat où une plaque en rappelle le souvenir,.

## Histoire
La rue est créée en 1946 en même temps que le stade du Clos Jouve, elle prend au départ le nom de rue nouvelle à l'ouest du Clos Jouve. Le conseil municipal lui donne son nom actuel le 19 juin 1950.